# Alan Knill
Alan Richard Knill (Slough, 8 de Outubro de 1964) é um treinador e ex-futebolista galês que atuava como zagueiro. Atualmente, dirige o Scunthorpe United.

## Estatísticas como treinador
| Equipe            | País       | Entrada                | Saída               | Estatísticas | Estatísticas | Estatísticas | Estatísticas | Estatísticas |
| Equipe            | País       | Entrada                | Saída               | J            | V            | E            | D            | % Vit        |
| ----------------- | ---------- | ---------------------- | ------------------- | ------------ | ------------ | ------------ | ------------ | ------------ |
| Rotherham United  | Inglaterra | 31 de Janeiro de 2005  | 7 de Abril 2005     | 11           | 2            | 2            | 7            | 18.18        |
| Rotherham United  | Inglaterra | 10 de Dezembro de 2005 | 1 de Março de 2007  | 64           | 18           | 17           | 29           | 28.13        |
| Bury              | Inglaterra | 4 de Fevereiro de 2008 | 31 de Março de 2011 | 165          | 71           | 44           | 50           | 43.03        |
| Scunthorpe United | Inglaterra | 31 de Março de 2011    | Presente            | 12           | 3            | 4            | 5            | 25.00        |